# Лув (группа)
Лув (Luv') — голландская музыкальная женская группа, исполнявшая песни в стиле поп, диско. Годы активности — 1977—1981, 1989—1996, 2005—2012 и 2016—2020. Первыми участницами были Патти Брард, Йосе Хубэ и Марга Схейде.
Группа была популярна в западной Европе, Южной Африке, Австралии, Новой Зеландии, Канаде и Мексике. В Советском Союзе группа была практически неизвестна. Группой продано более семи миллионов записей (синглов и дисков) по всему миру.
Среди самых ярких хитов U.O.Me, You're the Greatest Lover, Trojan Horse, Casanova и Ooh, Yes I Do.
В 1979 году признана лучшим экспортным вариантом Голландии и получила «Conamus Export Prize».